# Saverio Deodato Dionisio
Saverio Deodato Dionisio, noto anche solo come Saverio Deodato (Roma, 8 maggio 1972), è un attore italiano.

## Biografia
Figlio dell'attrice Silvia Dionisio e del regista Ruggero Deodato, fin da giovane si dedica alla recitazione. Nel 1998 consegue il diploma alla East 15 Acting School di Londra.
Nel corso degli anni ha lavorato nel mondo della pubblicità (per la Scavolini e per Conto Arancio, oltre che per altre marche), in teatro e anche in varie fiction televisive, tra le quali La squadra, Incantesimo, e Medicina generale.

## Filmografia

### Cinema
- La seconda notte di nozze, regia di Pupi Avati (2005)
- Viva Franconi, regia di Luca Verdone (2006)

### Televisione
- Noi siamo angeli, regia di Ruggero Deodato (1997)
- La squadra, registi vari (2001)
- Incantesimo, registi vari (2001-2002, 2008)
- Stiamo bene insieme, regia di Elisabetta Lodoli e Vittorio Sindoni (2002)
- Il maresciallo Rocca 4, regia di Giorgio Capitani e Fabio Jephcott (2003)
- L'inganno, regia di Rossella Izzo (2003)
- Distretto di Polizia 4, regia di Monica Vullo (2003)
- Cuore contro cuore, regia di Riccardo Mosca (2004)
- Un giorno per sempre, regia di Stefano Amatucci (2005)
- Grandi domani, regia di Vincenzo Terracciano (2005)
- R.I.S. - Delitti imperfetti, regia di Alexis Sweet (2005)
- Padre Speranza, regia di Ruggero Deodato (2005)
- Sottocasa, registi vari (2006)
- Don Matteo 6 - episodio: Incontri ravvicinati, regia di Elisabetta Marchetti (2008)
- Medicina generale 2, regia di Luca Ribuoli e Francesco Miccichè (2009)
- R.I.S. Roma - Delitti imperfetti, regia di Fabio Tagliavia e Christian De Mattheis (2010)

## Teatro
- Hendrik Christian Andersen, regia di Paolo Bonacelli (2005)
- Fame, regia di Saverio Deodato (2010)